# Actinodura
Actinodura es un género de aves paseriformes de la familia Leiothrichidae conocidas vulgarmente como actinoduras. Están ampliamente distribuidas en el Sureste Asiático.

## Subespecies
Se reconocen las siguientes especies:
- Actinodura egertoni - actinodura de Egerton;
- Actinodura ramsayi - actinodura de Ramsay;
- Actinodura sodangorum - actinodura coroninegra;
- Actinodura nipalensis - actinodura nepalesa;
- Actinodura waldeni - actinodura de Yunán;
- Actinodura souliei - actinodura de Tonkín;
- Actinodura morrisoniana - actinodura de Formosa.